# Falls of Divach
Falls of Divach är ett vattenfall i Storbritannien.   Det ligger i kommunen Highland och riksdelen Skottland, i den norra delen av landet, 700 km norr om huvudstaden London. Falls of Divach ligger 111 meter över havet.
Terrängen runt Falls of Divach är huvudsakligen lite kuperad. Falls of Divach ligger nere i en dal. Runt Falls of Divach är det mycket glesbefolkat, med 4 invånare per kvadratkilometer. Närmaste större samhälle är Beauly, 18,7 km norr om Falls of Divach. I omgivningarna runt Falls of Divach växer i huvudsak blandskog.